# 邦達里區

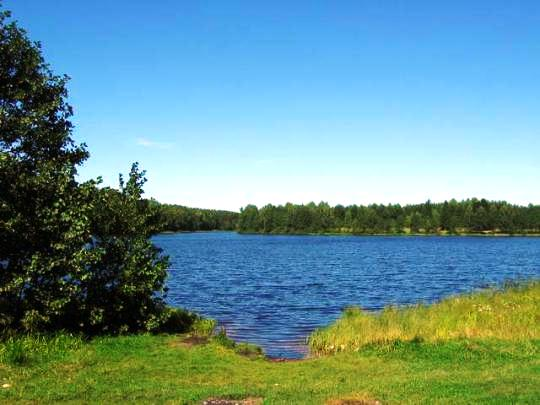

52°57′N 42°04′E / 52.950°N 42.067°E
邦達里區（俄语：Бондарский район），是俄羅斯的一個區，位於該國西部，由坦波夫州負責管轄，面積1,252.3平方公里，2010年該區人口13,191，人口密度每平方公里10.53人。

### 腳註
1. ↑  . 邦達里區.   [2016-07-02]. （原始内容存档于2021-06-18） （俄语）.

### 其他
- Bondarsky Official map of the district
- Bondarsky District on OpenStreetMap.org （页面存档备份，存于）
- Bondarsky District on GoogleMaps